# Лубниця (Лодзинське воєводство)
Лубниця (пол. Łubnica) — село в Польщі, у гміні Пйонтек Ленчицького повіту Лодзинського воєводства.
Населення — 151 особа (2011).
У 1975-1998 роках село належало до Плоцького воєводства.

## Демографія
Демографічна структура станом на 31 березня 2011 року:
|          | Загалом | Допрацездатний вік | Працездатний вік | Постпрацездатний вік |
| -------- | ------- | ------------------ | ---------------- | -------------------- |
| Чоловіки | 72      | 16                 | 49               | 7                    |
| Жінки    | 79      | 17                 | 46               | 16                   |
| Разом    | 151     | 33                 | 95               | 23                   |